# Anoplodera bicolorimembris
Anoplodera bicolorimembris är en skalbaggsart som beskrevs av Maurice Pic 1954. Anoplodera bicolorimembris ingår i släktet Anoplodera och familjen långhorningar. Inga underarter finns listade i Catalogue of Life.